# Ganggrab von Barskamp
Das Ganggrab von Barskamp, auch Großsteingrab Barskamp 7, mit der Sprockhoff-Nr. 705 ist ein Ganggrab der Trichterbecherkultur (TBK). Es entstand im Neolithikum zwischen 3500 und 2800 v. Chr.

## Lage
Die Megalithanlage liegt südwestlich von Barskamp, einem Ortsteil der Gemeinde Bleckede im Landkreis Lüneburg in Niedersachsen, im Wald Sandberge nördlich der Straße von Barskamp nach Köstorf, kurz vor dem Abzweig der L222 nach Nindorf.

## Beschreibung
Das nur etwa 15 Meter lange Hünenbett, mit den Resten einer vergleichsweise langen Kammer von neun Metern, liegt auf sandigem Dünengelände. Die Einfassung des trapezförmigen Bettes ist unvollständig, nur wenige Steine befinden sich in situ, die meisten sind umgefallen. Keiner der Decksteine der Kammer ist erhalten. Obwohl einige fehlen, vermitteln die verbliebenen rund ein Dutzend Tragsteine einen guten Eindruck des Aufbaus und der Positionierung der Kammer.
Die nordwest-südost-orientierte Anlage wurde erst 1960 bei der Abtragung eine Sanddüne entdeckt. 1964 wurde sie von H. Köster ausgegraben. Dabei zeigte sich, dass die Anlage zu dem vermutlich späten Zeitpunkt der Sandüberwehung bereits eine Ruine war. Es wurden noch zwei Zwischenmauerwerke zwischen den Steinen der nordöstlichen Langseite und ein Teil der Bodenpflasterung in der Kammer gefunden. Auf der intakten Bodenpflasterung fand man eine Pfeilspitze, mehrere Tongefäße, zwei vollständige und die Reste einer dritten Tontrommel, die eine Datierung in die mittlere Jungsteinzeit erlauben.

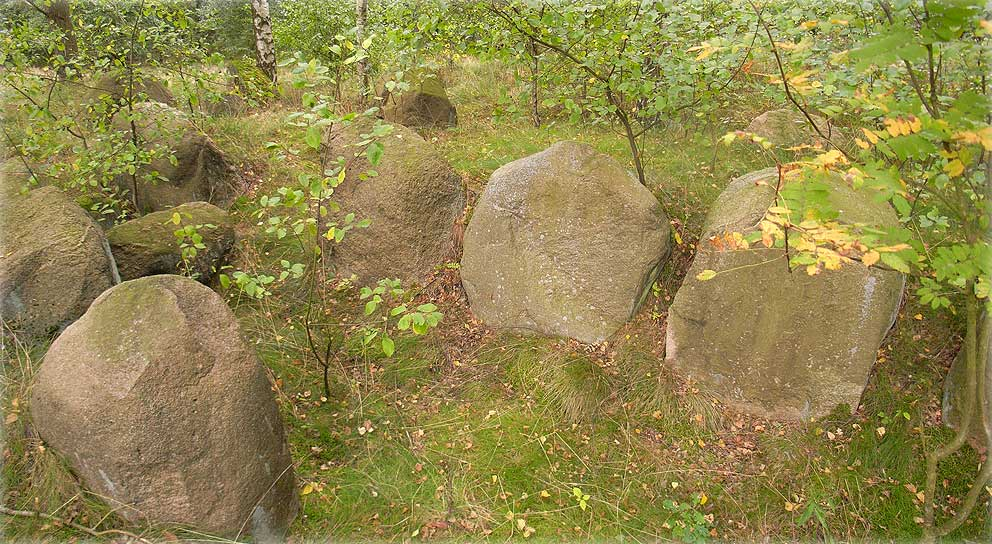
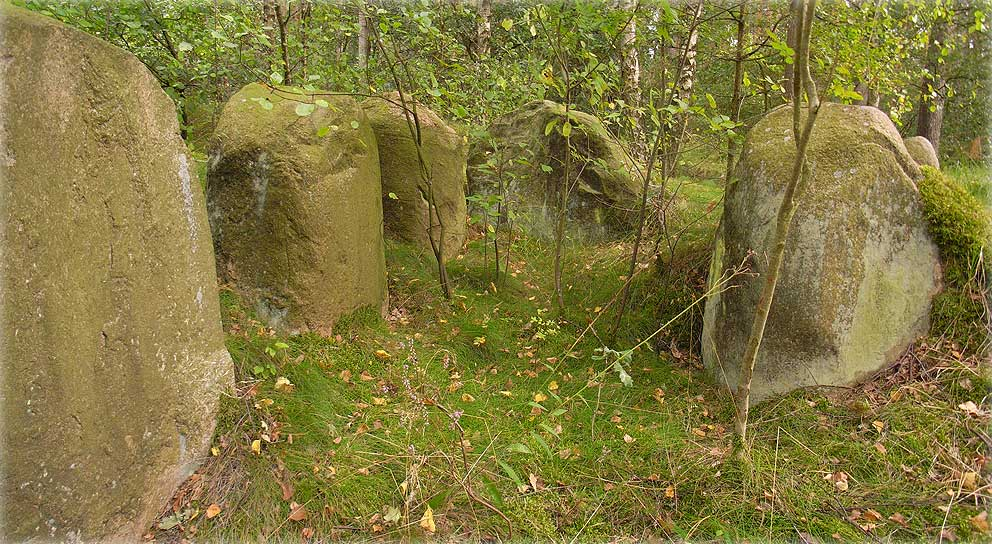
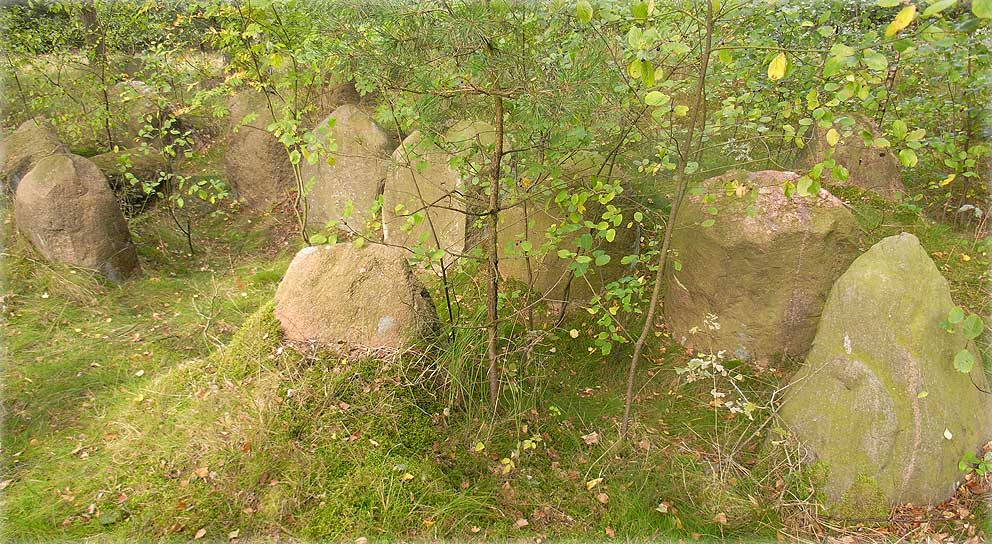

Zwar ist man sich in der Rekonstruktion einer Kammer mit sechs Decksteinen einig, aber über das Aussehen des Zugangs herrscht keine Übereinstimmung. Während Friedrich Laux einen Zugang von der Südwestseite der Kammer annimmt, rekonstruiert Ernst Sprockhoff eine ganglose Kammer (ein steinerner Gang ist nicht belegt). Diese seltene Variante des Ganggrabes, die auch als Portalgrab bezeichnet wird, könnte einen hölzernen Zugangsbereich besessen haben.
Weitere Megalithanlagen liegen 3 km östlich im Schieringer Forst.